# Escalera analgésica de la OMS
La Escalera análgesica de la Organización Mundial de la Salud (OMS), también denominada Escalera del dolor de la OMS, Escalera terapéutica del dolor de la OMS, o simplemente Escalera analgésica (en inglés WHO's Pain Ladder & WHO's Pain Relief Ladder), es una expresión original acuñada en 1984 en Ginebra y publicada en 1986 por la Organización Mundial de la Salud (OMS) para describir un método o protocolo de tratamiento y control del dolor en el cáncer. No debe confundirse con las escalas de dolor que se utilizan para conocer el grado y evolución del dolor. 

## Historia y evolución
La escalera analgésica parece tener su origen en dos tradiciones de investigación distintas: la del Memorial Sloan-Kettering Cancer Center de Nueva York —efectos analgésicos de los medicamentos—, y la de Twycross en el St. Christopher's Hospice de Londres —bienestar del paciente—.
En su origen, la escalera análgesica de tres escalones fue descrita para el tratamiento del dolor de cáncer terminal. Aunque en principio el objetivo fundamental de la OMS era su difusión a los países del tercer mundo, su uso, por los profesionales médicos, se ha extendido por todos los países y se considera un principio general para el tratamiento de todos los tipos de dolor siendo de especial seguimiento en el tratamiento del dolor del cáncer y cáncer terminal. Se basa en la administración gradual de fármacos analgésicos asociada a la evolución e incremento del dolor que deben conseguir que el enfermo esté libre de dolor. 

### Alivio del dolor en el cáncer (1986, 1996, 2006)
La OMS publica en 1986 en Ginebra el documento denominado "Alivio del dolor en el cáncer" (Cancer Pain Relief) recogido en 1998 en la revista Anesthesia & Analgesia y que va a ser conocido como Escalera analgésica de la OMS.
La segunda edición del documento se lleva a cabo en 1996. Desde su creación y divulgación en 1986 se han producido modificaciones, algunas recogidas en la segunda edición de 1996. Su estructura básica no se ha modificado, pero algunos de los medicamentos inicialmente propuestos han desaparecido o relegados a un segundo plano. 
En 2006 se celebró el 22 aniversario de la publicación y puesta en marcha de la escalera analgésica de la OMS. Se ha evaluado, debatido su origen, su vigencia, sus éxitos y limitaciones, reconociéndose que su difusión ha mejorado de forma sustancial el tratamiento del dolor.

### Eficacia y cuestionamiento
El método terapéutico propuesto en 'La escalera analgésica de la OMS' se considera eficaz en un 90 % de los enfermos con cáncer y en más del 75 % de los pacientes terminales de cáncer. La escalera analgésica se aplica al dolor en el cáncer, en el tratamiento del sida (AIDS), enfermedades geriátricas, pediátricas y otras enfermedades crónicas. 
A pesar de su eficacia la escalera del dolor se cuestiona cada vez más. Por un lado se proponen modificaciones con el objetivo de perfeccionar el esquema general establecido (tanto en los fármacos como en el número de escalones) y por otro se hacen propuestas de ruptura con el modelo de la escalera.

#### Propuestas de reforma de la escalera de 3 peldaños
En cuanto a la reforma del número de escalones existen propuestas que discuten la eficacia de la existencia de un 2º escalón, proponiendo su eliminación. Otras, en sentido contrario, proponen la creación de uno y hasta dos nuevos escalones superiores reordenando los medicamentos existentes e incorporando las nuevas técnicas y tratamientos. Algunas proponen la división en dos del escalón intermedio. También hay propuestas que defienden el mantenimiento de los 3 escalones, pero trasladando los opioides fuertes como la morfina al 2º escalón, para dejar en el tercero los nuevos sistemas de administración y otras técnicas. 
También se propone, como más adecuado y útil en el tratamiento del dolor severo, el modelo denominado ascensor analgésico —que explicamos más adelante— y que básicamente reduce o elimina los escalones inferiores evitando una interpretación compartimentada del progreso y tratamiento del dolor.

#### Propuestas de ruptura con el modelo de la escalera
Quienes proponen la ruptura del modelo de la escalera argumentan que los avances en el diagnóstico del dolor permiten saber si es somático (de cualquier origen exceptuando el sistema nervioso central), neuropático (con origen en el sistema nervioso central) o dolor visceral (con invasión de tejidos y órganos de los distintos sistemas) y aplicar, en consecuencia, la solución analgésica dependiendo del tipo de dolor y de su grado, es decir, una terapéutica individualizada. Básicamente proponen un tratamiento para cada dolor con la seguridad de que se puede alcanzar una analgesia que supera la eficacia de la escalera de la OMS y que estaría cercana al 99 %:

- Dolor somático y visceral: opioides + coadyuvantes +/- estabilizadores de membrana (p.e. mexiletina) y antidepresivos tricíclicos o ADT
- Dolor neuropático: estabilizadores de membrana + antidepresivos tricíclicos +/- opioides

En contra de la propuesta de ruptura del modelo de la escalera se argumenta que el diagnóstico individualizado y pormenorizado, aunque posible, todavía es incipiente y la prescripción de opioides fuertes como la morfina, básicos en el modelo propuesto, es insuficiente y no está asentada entre los profesionales médicos.

## La escalera analgésica de 3 escaleras

### Esquema básico
La estructura básica de la escalera de tres escalones es la siguiente:

- Escalón primero o inferior (dolor leve): no opioides +/- coadyuvantes
- Escalón segundo o intermedio (dolor moderado): opioides débiles +/- No opioides +/- coadyuvantes
- Escalón tercero o superior (dolor severo): opioides fuertes +/- No opioides +/- coadyuvantes

## Fármacos analgésicos y otras técnicas analgésicas

### No opioides - Fármacos del primer escalón - Dolor leve
Estos analgésicos tienen un límite en el alivio del dolor, es el denominado techo analgésico, es decir, llega un momento que, aunque se aumente la dosis del medicamento no aumenta el alivio del dolor (analgesia). Además no mejora su eficacia administrando varios medicamentos de este tipo a la vez.
- AINE (Analgésicos antiinflamatorios no esteroideos) y derivados: aspirina, ibuprofeno, diclofenaco, ketorolaco y entre otros muchos los inhibidores selectivos de la ciclooxigenasa 2 (COX-2).
- Otros: paracetamol o acetaminofén, metamizol (o dipirona).

### Opioides débiles - Fármacos del segundo escalón - Dolor moderado

Molécula de la morfina.

En este escalón se incorporan como analgésicos los opioides débiles y se mantienen los AINE del primer escalón, ya que los opioides actúan en el sistema nervioso central y los analgésicos no opioides en el sistema nervioso periférico. El tramadol ha mostrado una mayor eficacia y menores efectos secundarios en este nivel. La dosis puede incrementarse hasta llegar al techo de eficacia, ya que los opioides débiles también tienen un techo analgésico
- Opioides débiles: Tramadol, codeína, hidrocodona (o dihidrocodeinona, vicodina), dihidrocodeína (dicodin), dihidroxicodeina, dextropropoxifeno, pentazocina, propoxifeno (darvon), y buprenorfina.

Hay autores que sitúan la buprenorfina en el tercer escalón, pero es importante señalar que al ser un agonista no puro tiene techo analgésico, a diferencia de los agonistas puros (opioides fuertes como la morfina, fentanilo y metadona).

### Opioides fuertes - Fármacos del tercer escalón - Dolor grave
En este escalón se sustituyen los opioides débiles por los opioides fuertes como analgésicos y se mantienen los AINE del primer escalón. Cuando la administración no es posible por vía oral (por la boca) se aplicarán los medicamentos por vía transdérmica o subcutánea
En este escalón el cambio o la rotación de un medicamento a otro —del mismo escalón— debe hacerse si se produce fallo en el control del dolor, toxicidad, tolerancia o dolor refractario.
- Opioides fuertes: Morfina, oxicodona, hidromorfona, metadona, fentanilo, de liberación retardada, heroína (diamorfina), levorfanol.

### Analgesia radical - Último escalón - Dolor grave refractario
Cuando el dolor no desaparece con las soluciones anteriores y se vuelve refractario u ocasiona unos efectos secundarios indeseables debe considerarse la aplicación de procedimientos más radicales. Estos procedimientos pueden incluirse en un amplio tercer escalón o, considerarse medidas analgésicas de un cuarto y hasta un quinto escalón:

#### Administración de fármacos a través de vía espinal
La administración de fármacos por vía espinal (ya sea por vía epidural o Anestesia intratecal (vía intratecal) altera la percepción del dolor y consigue 'engañar' a los receptores del dolor.
- Opioides de uso espinal: morfina (fármaco de referencia), fentanilo, sufentanilo, metadona o petidina
- Anestésicos locales: bupivacaína, amida; ropivacaína, amida
- Otros medicamentos: clonidina, baclofeno, ziconotide, ketamina, haloperidol, midazolam, neostigmina

Estos medicamentos pueden, valorando su compatibilidad, administrarse conjuntamente.
Las dos formas básicas de administrar fármacos por vía espinal son 1) catéter espinal y 2) bomba de infusión.

#### Bloqueo de los nervios periféricos, bloqueo simpático o bloqueo neurolítico
Técnica en recesión que consiste en bloquear los nervios mediante la administración inyectada de anestésicos y otros medicamentos neurolíticos (p.e., glicerina fenólica). En algunos casos, los bloqueos pueden aliviar el dolor durante mucho tiempo.
En los bloqueos neurolíticos se inyecta directamente en determinados nervios modificándose o neutralizándose el envío del mensaje de dolor. Los bloqueos pueden ser de tres tipos: 1) en la rama media de los nervios cervicales, en la zona torácica y en la zona lumbosacra. 2) en las superficies articulares y 3) en las raíces nerviosas.

#### Técnicas de estimulación eléctrica
De uso limitado por su complejidad y alto coste se utiliza para dolores muy específicos. Consiste en la estimulación de la médula mediante impulsos eléctricos que disminuyen la irradiación del dolor.

#### Neurocirugía
Las técnicas de neurocirugía están en recesión y básicamente son: cordotomia percutánea, rizotomía y mielotomía comisural.

### Fármacos coadyuvantes
Su administración, junto a los medicamentos principales, está autorizada en todos los escalones de la escalera. Los fármacos coadyuvantes mejoran la respuesta analgésica. Son utilizados para el tratamiento de los síntomas que menoscaban la calidad de vida y empeoran el dolor, siendo especialmente útiles para algunos tipos de dolor como el neuropático y necesarios para mitigar o eliminar los efectos secundarios de otros medicamentos. La incorporación de nuevos fármacos o derivados de los ya existentes es constante. En este sentido los estudios del sistema cannabinoide constituyen una nueva herramienta tanto para el tratamiento del dolor como de los efectos secundarios del tratamiento con quimioterapia.
- Antidepresivos, anticonvulsionantes o antiepilépticos, neurolépticos, ansiolíticos, esteroides, corticoides, relajantes musculares, calcitonina, antieméticos, antiespásticos y anestésicos locales.

### Tratamientos no farmacológicos
Son aquellos tratamientos que aun no siendo específicos para el tratamiento del dolor y siempre y cuando no estén contraindicados por el tipo de lesión, enfermedad, dolor o situación, pueden mejorar la respuesta física y emocional del enfermo ante el dolor.
- Acompañamiento al enfermo, comunicación verbal y física
- Rehabilitación, ejercicio físico, fisioterapia
- Soporte o ayuda psicológica, psicoterapia
- Otras terapias: Acupuntura, hidroterapia, termoterapia, musicoterapia

## Ascensor analgésico
La teoría del "Ascensor analgésico" fue propuesta en 2002 por el Dr. Luis Miguel Torres Morera, jefe de Servicio de Anestesia y Reanimación del Hospital Universitario Puerta del Mar y profesor de Anestesia en la Facultad de Medicina de la Universidad de Cádiz, España.
Origen y mecanismo de acción
En 2002, al implantarse la práctica clínica de evaluación y medición continua del dolor —junto con una disponibilidad tecnológica y farmacológica más amplia— se propuso sustituir el concepto de “escalera analgésica” por el de “ascensor analgésico”, en el que se simula que el paciente está dentro de un ascensor cuyo suelo o piso inferior son los coadyuvantes analgésicos y que dispone de 4 botones para seleccionar según el grado de dolor sea leve (1), moderado (2), intenso (3) e insoportable (4). El paciente se trasladará al piso o nivel elegido:
- Botón 1 - dolor leve: analgésicos no opioides (paracetamol, metamizol, ibuprofeno).
- Botón 2 - dolor moderado: analgésicos opioides débiles como tramadol o codeína habitualmente combinado con paracetamol o AINE.
- Botón 3 - dolor intenso: analgésicos opioides potentes.
- Botón 4 - dolor insoportable: unidades especializadas de tratamiento del dolor, donde será tratado con bloqueos nerviosos u opioides por vía intratecal.

Inmediatez de la respuesta y consideraciones éticas
El ascensor analgésico nos traslada, a diferencia de la escalera (que no se adapta a algunos tipos de dolor como el dolor postoperatorio, agudo y neuropático), al concepto de inmediatez en la respuesta y, en la selección analgésica inmediata facilitada por la evaluación continuada del dolor mediante la escala visual analógica EVA, que se convierte en el botón de alarma del ascensor analgésico. La práctica clínica de evaluación y medición continua del dolor así como un modelo de clasificación y uso de los analgésicos respecto al grado del dolor y su etiología ofrecerían una respuesta válida tanto para el dolor agudo como crónico y para el oncológico y no oncológico más satisfactoria que la escalera analgésica de la OMS que puede ser una barrera y en un retraso para el adecuado tratamiento de muchos cuadros dolorosos, al obligar al paciente a recorrer unos escalones farmacológicos hasta llegar a encontrar el fármaco más adecuado para su dolor.
No resulta ético ni adecuado mantener a un paciente sufriendo durante días o incluso semanas, mientras se recorren los escalones hasta llegar al fármaco adecuado. Es importante racionalizar la prescripción, debemos contemplar la individualidad de cada paciente e intentar ajustar de entrada los medicamentos que el enfermo precisa y elegirlos en función de los receptores implicados en la transmisión del dolor.
Aplicación del modelo del ascensor analgésico
El modelo propuesto ha sido aplicado por Torres y sus colaboradores y otros especialistas del dolor de todo el mundo, de forma sistematizada desde 1997, siendo adecuado para el tratamiento agudo postoperatorio (pacientes inicialmente tratados con morfina y en las 24 horas posteriores siguientes con tramadol, desketoprofeno, metamizol o paracetamol. También se adapta a la parturienta, que según la intensidad y especificidad de su dolor, será tratada con analgesia epidural con anestésicos locales durante 6-8 horas y posteriormente o no recibirá ningún analgésico o son tratadas con paracetamol.
En el tratamiento del dolor crónico y dependiendo del grado de dolor puede iniciarse el tratamiento en el primero, segundo o tercer nivel. El tratamiento ha sido administrado, por Torres y sus colaboradores, a más de más 10 000 pacientes de dolor agudo y 5000 de dolor crónico, con mejores puntuaciones de alivio del dolor que cuando se seguía el esquema de la Escalera Analgésica de la OMS.
Los defensores de la teoría del 'Ascensor analgésico' consideran que este modelo es más adecuado e intuitivamente más correcto para el tratamiento del dolor que la Escalera analgésica de la OMS.
Básicamente consiste en dos principios:
- 1.- El inicio del tratamiento se deberá realizar en el punto (altura) que el dolor del paciente indique, sin tener que pasar por ningún 'escalón' o 'parada obligada' que no aporta ventaja terapéutica.
- 2.- El tratamiento es un continuo ascendente, a la velocidad, más o menos rápida, que marca la evolución del dolor y la enfermedad.

La teoría del ascensor propone, en los casos que se requiera y a la vista de los avances en el tratamiento del dolor, prescindir del inicio en el escalón inferior e incluso el acortamiento del segundo escalón.
El objetivo, lograr que el paciente esté libre de dolor, se consigue de forma más eficiente con el modelo del ascensor, ya que 1) se erradica la necesidad de una toma de decisión, que aparece como cualitativa, en el paso de un escalón a otro con la dilación temporal y el perjuicio que supone para el paciente y 2) se evita que una aplicación dogmática de la Escalera de la OMS obligue a muchos pacientes con dolor severo a 'sufrir' el calvario de tener que pasar por los dos primeros escalones cuando requieren, por su grado y tipología de dolor, un tratamiento más potente.

## Método de la OMS: normas en el uso y administración de medicamentos
El método de la OMS establece unas normas básicas para el uso y administración de fármacos: una adecuada "cuantificación del dolor", la administración "por vía oral", mediante "reloj en mano", usando la "escalera analgésica", teniendo en cuenta la administración de fármacos "según el sujeto" y prestando mucha "atención al detalle".

### Cuantificación del dolor
Además de la práctica clínica, la exploración del enfermo y la atención a los síntomas reconocibles que permiten calificar el dolor (somático, visceral, neuropático) es necesario cuantificar el dolor, ayudándose de las escalas de dolor (escala verbales numéricas y escalas visuales analógicas).

### Toma de medicamentos por vía oral
La administración de toda la medicación se debe hacer preferente por vía oral (ingeridos por la boca). La eficacia es idéntica a otros vías de administración (muscular, intravenosa, inhalada...), pero resulta más simple y cómoda evitándose numerosos efectos secundarios. Está probada la idéntica eficacia analgésica de los opiodes (tanto débiles —tramadol— como fuertes —morfina—) por vía oral. Además es significativo su menor coste y fácil administración. Solamente deben administrarse por otras vías (habitualmente mediante inyección intravenosa) cuando existan dificultades para ser tomadas por la boca.

### Administración "reloj en mano"
La administración de los medicamentos deberá hacerse con un horario claramente pautado, denominado 'reloj en mano', es decir a intervalos determinados y siempre sin esperar a que desaparezcan los efectos de la dosis anterior.

### Uso adecuado de la escalera analgésica
Habitualmente se inicia la administración de medicamentos en el primer escalón, pero, si se considera que el dolor es fuerte o muy fuerte, puede iniciarse en el segundo o tercer escalón. 
El salto al escalón siguiente lo determina el fallo en el alivio del dolor del escalón anterior. También puede ocurrir que sea necesario no demorarse en el segundo escalón, cuando resulta ineficaz, y saltar al tercero inmediatamente. Es clave la previsión en la prescripción y las pautas para el escalón superior por parte de los profesionales médicos para su inmediata administración por otros profesionales sanitarios o familiares (cuando el enfermo reside en el domicilio), ya que la demora en el reconocimiento del fallo en el alivio del dolor y la prescripción y administración de una medicación más potente supone una de las causas de dolor y sufrimiento para el paciente y familiares más comunes y fáciles de evitar.

### Administración de fármacos según el sujeto
La respuesta analgésica no es la misma en todos los pacientes y deberá observarse para, en su caso, atenuar o incrementar las dosis de referencia o, cuando no hay analgesia, combinar o cambiar la medicación. 

### Atención al detalle

#### No mezclar los opioides débiles y potentes
No debe combinarse la administración de opioides débiles (tramadol) del segundo escalón —tienen techo análgesico y llega un momento que el incremento de la pauta no mejora la respuestas— con los opioides potentes (morfina) del tercer escalón —no tienen techo analgésico y puede incrementarse la dosis y la pauta horaria paralelamente al incremento del dolor y produciendo su erradicación—.

#### Eficacia e ineficacia del intercambio de fármacos
Ante el fallo en el alivio del dolor el intercambio de fármacos en los escalones primero y segundo no siempre resulta eficaz, ya que se corre el riesgo de recaída brusca en el dolor. No ocurre lo mismo en el último escalón, ya que el fallo de un medicamento, no existiendo un nivel superior, obliga a la búsqueda del más adecuado dentro del repertorio.

#### Atención a las crisis de dolor irruptivo
Uno de los problemas en el tratamiento del dolor es la aparición de crisis de dolor, que alcanza un nivel superior al dolor continuo o estable (basal) que requiere ser previsto y tratado específicamente. Se denomina dolor 'irruptivo' por su traducción del inglés (breakthrough), aunque se considera más correcto denominarlo dolor 'episódico' o 'pasajero'. Sus causas no siempre son previsibles ni conocidas por lo que es obligada la administración de dosis extras de analgésicos.

## Accesibilidad de morfina: desigualdad y abuso
Muchos pacientes con cáncer y otras enfermedades crónicas no reciben tratamiento analgésico adecuado, ya sea por un uso inadecuado o por la infrautilización de opioides mayores. Para la OMS el consumo de morfina (de uso médico) es un buen indicador del control del dolor asociado al cáncer en los distintos países. Es una condición esencial para el alivio del dolor, un sistema de salud pública que garantice la disponibilidad general de morfina y otros derivados opioides para su administración oral o por otras vías.
Un estudio mundial realizado en 2015 (Lancet) concluyó que casi la mitad de las personas que mueren cada año lo hacen con dolor severo por falta de morfina con una clara desigualdad entre países pobres y ricos. Las políticas globales que restringen el acceso a los opiáceos provocan el sufrimiento de millones de personas, así más del 80 % de las personas que no tienen acceso a morfina pertenecen a países países de ingresos medios y bajos, que reciben menos del 4 % de la oferta mundial. "La desigualdad en el acceso a medicamentos para aliviar el dolor es una de las injusticias más sorprendentes del mundo”, afirma la presidenta de la comisión que ha elaborado el estudio.

### Consumo de morfina en España
En España, aunque se producen avances, el uso medio de consumo de morfina es claramente inferior a las cifras europeas. A la baja utilización de la morfina se une un uso inadecuado por la falta de formación y preparación general de los profesionales.

### Consumo de morfina en Estados Unidos
En Estados Unidos la gran facilidad de acceso a la morfina y derivados opiáceos para tratar dolencias que no lo requieren o requieren un control mayor se considera un problema. El abuso, facilitado o tolerado, se ha considerado una epidemia, ya que ocasiona numerosas muertes al año.

## Mitos sobre la morfina
Existen ciertos mitos que asocian la morfina a los últimos momentos de la vida y a su acortamiento, precisamente debido a que se ha reservado su uso como último recurso en los procesos más dramáticos del dolor, sin tener en cuenta que los opioides mayores no tienen techo analgésico y no hay que reservar su uso para un momento posterior si el dolor no desaparece con analgésicos menores. Los problemas de drogodependencia no pueden ser una excusa, ya que son absolutamente despreciables en procesos terminales de media y corta duración y secundarios en procesos más largos o transitorios comparados con los beneficios que la eliminación del dolor producen al paciente. El comité de expertos en drogodependencias de la OMS no ha comunicado ningún caso de drogodependencia iatrógena.
A la necesidad de generalizar las unidades de dolor hospitalarias y los equipos de cuidados paliativos en número suficiente, se debe unir un esfuerzo en la preparación de los profesionales de todas las especialidades que destierre la presencia del dolor como algo habitual. Al escaso e inadecuado uso de la morfina y sus derivados se une la dificultad práctica y legal en su distribución y acceso tanto en medios hospitalarios como en la dispensación ambulatoria y a domicilio.
La correcta administración de la morfina permite controlar más del 80 % de los dolores en enfermos con cáncer avanzado y terminal, con sida, así como en pacientes geriátricos. Sin embargo, en ocasiones la escalera analgésica de la OMS no se utiliza adecuadamente porque la información sobre analgésicos opioides es inadecuada o insuficiente.